# Sandlusern
Sandlusern även kallad taggsnäckväppling (Medicago minima L.). Stavas ibland sandluzern. Det är en art i familjen ärtväxter.

## Beskrivning
Ettårig ört, som kan bli upp till 2 dm hög. Den är ibland upprättstående, men kan även vara nedliggande och mattbildande längs marken. Bladen är tre-fingrade med mjuka hår på bladens båda sidor.

Klase

Blomningstid i Sverige maj – juli med gula blommor i små klasar om tre à fem blommor. Klasen är bara 3 – 4 mm lång.
Kromosomtalet är 2n=16.
Fruktbaljan är behårad och försedd med i spetsen krokiga taggar. Den är snäckformigt vriden i flera varv.

## Habitat
I Sverige fridlyst, men vanligt förekommande i Sydeuropa och Centraleuropa. Vanlig längs medelhavskusten i Afrika. Förekommer på sina håll i Nordamerika, men är inte ursprunglig där.

### Utbredningskartor
- Norden

- Norra halvklotet . Med områden betecknade casual menas lokaler där sandlusern påträffats tillfälligt.

## Biotop
Öppna, sandiga ställen med kalkrik jordmån, ruderatmark.

## Etymologi
- Medicago härleds från grekiska  μηδική, medike, med betydelsen från Medien.
- Minima betyder minst (superlativ femininum av latin parvus = liten, minor / minus = mindre) och avser blomkronan.

Vänsterklicka
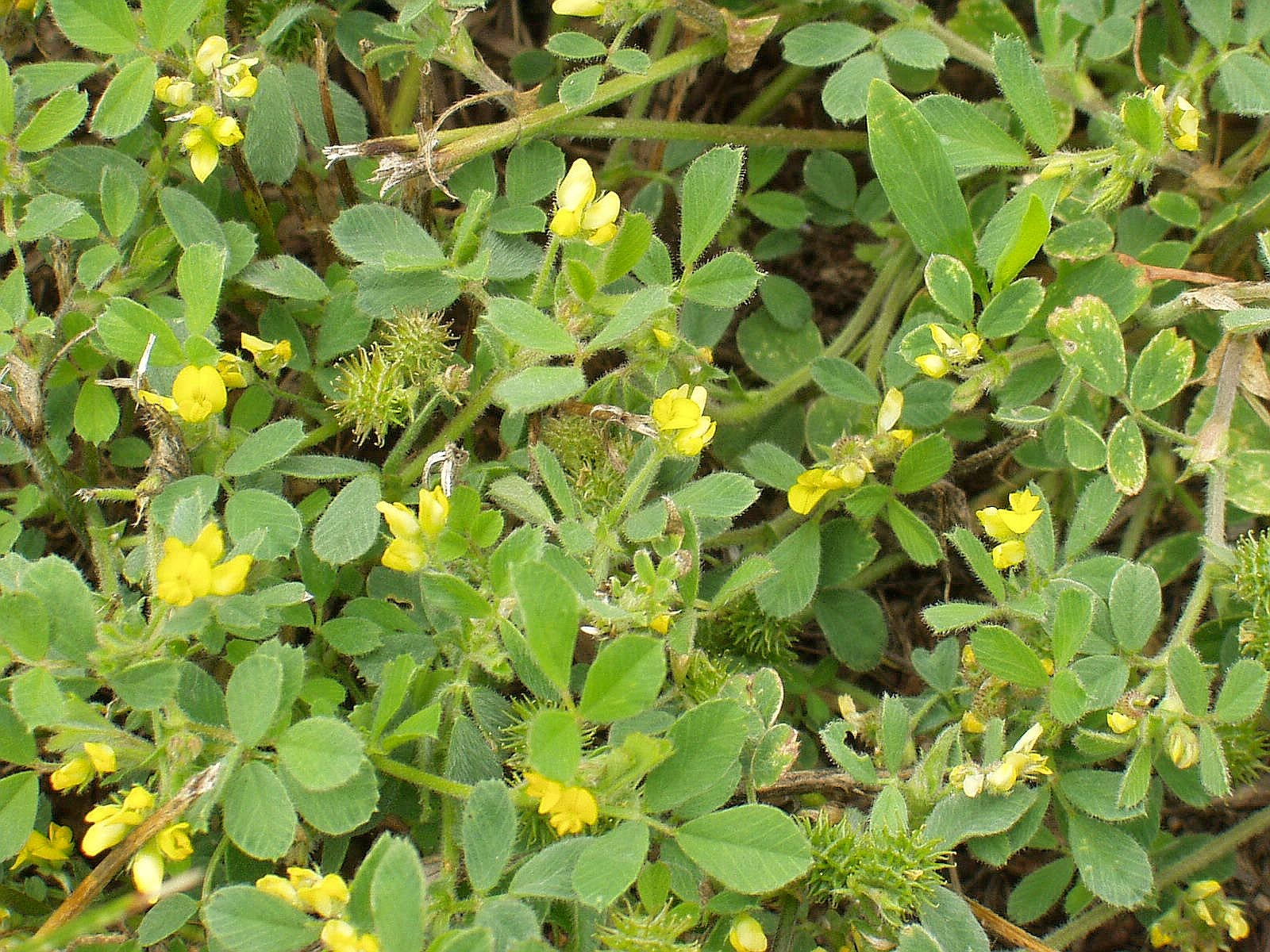
Sandlusern kan där den trivs bilda en tät matta
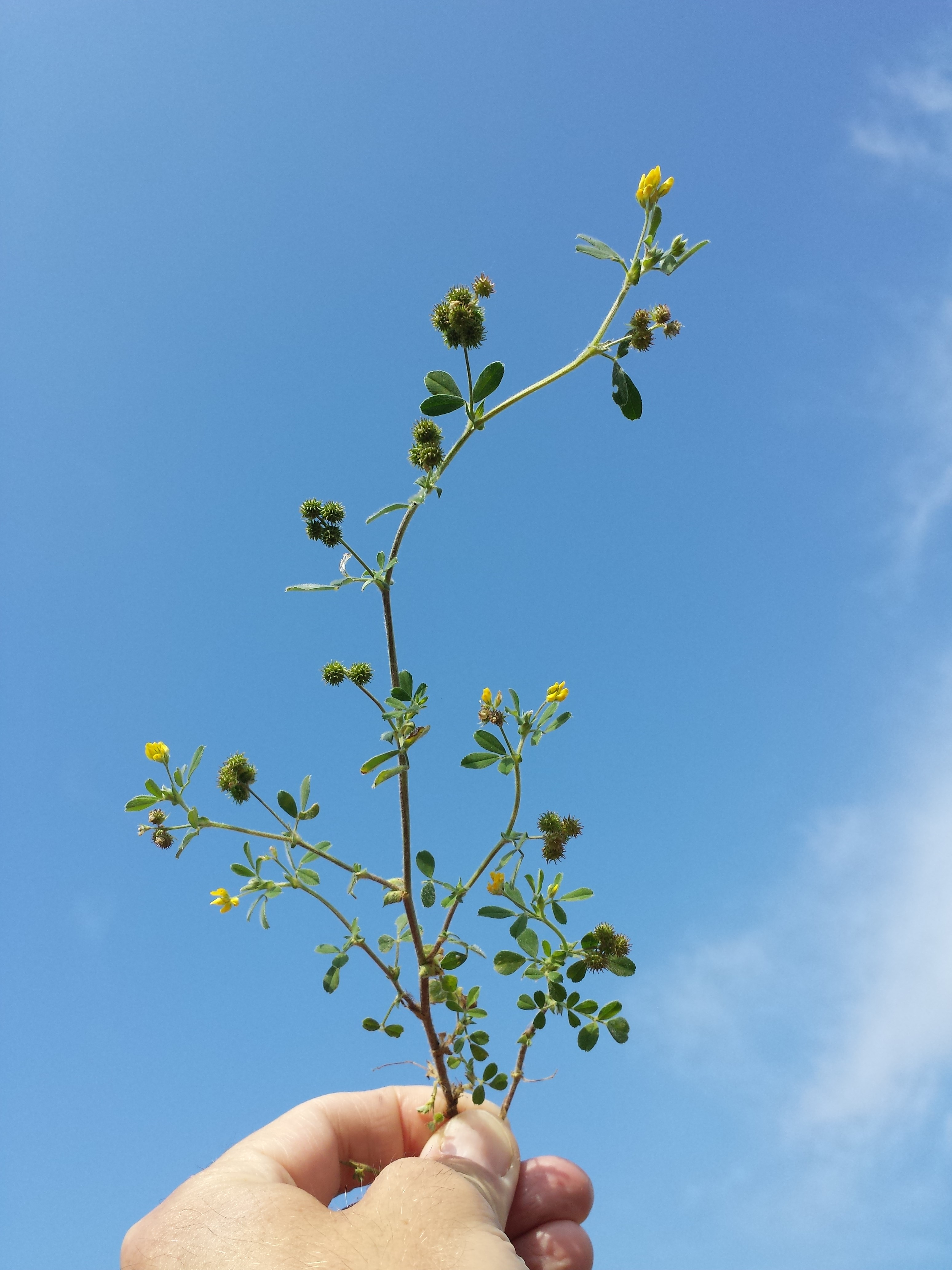
Upprättstående utseende Blommor och mogna frökapslar samtidigt
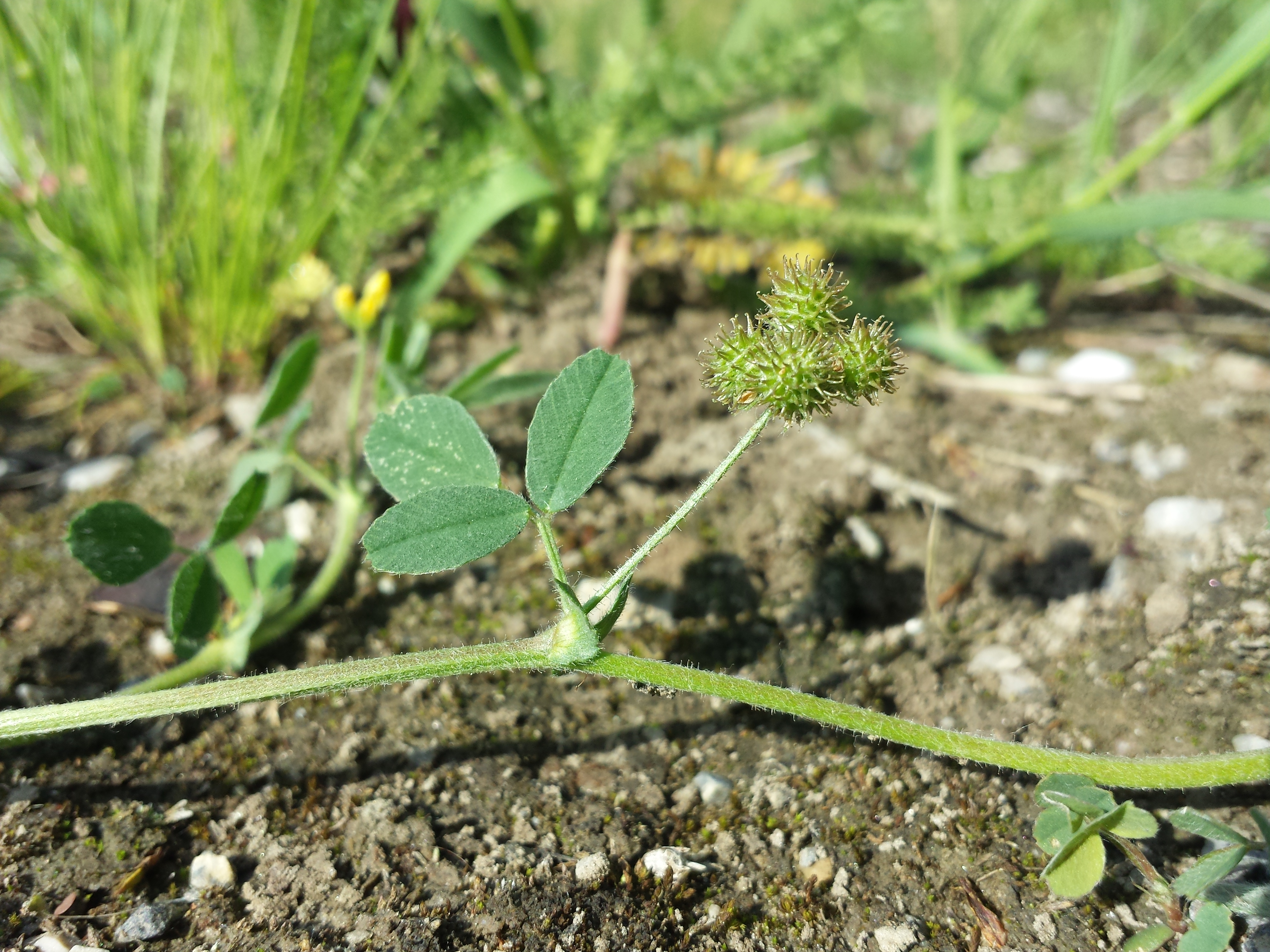
Form krypande längs marken
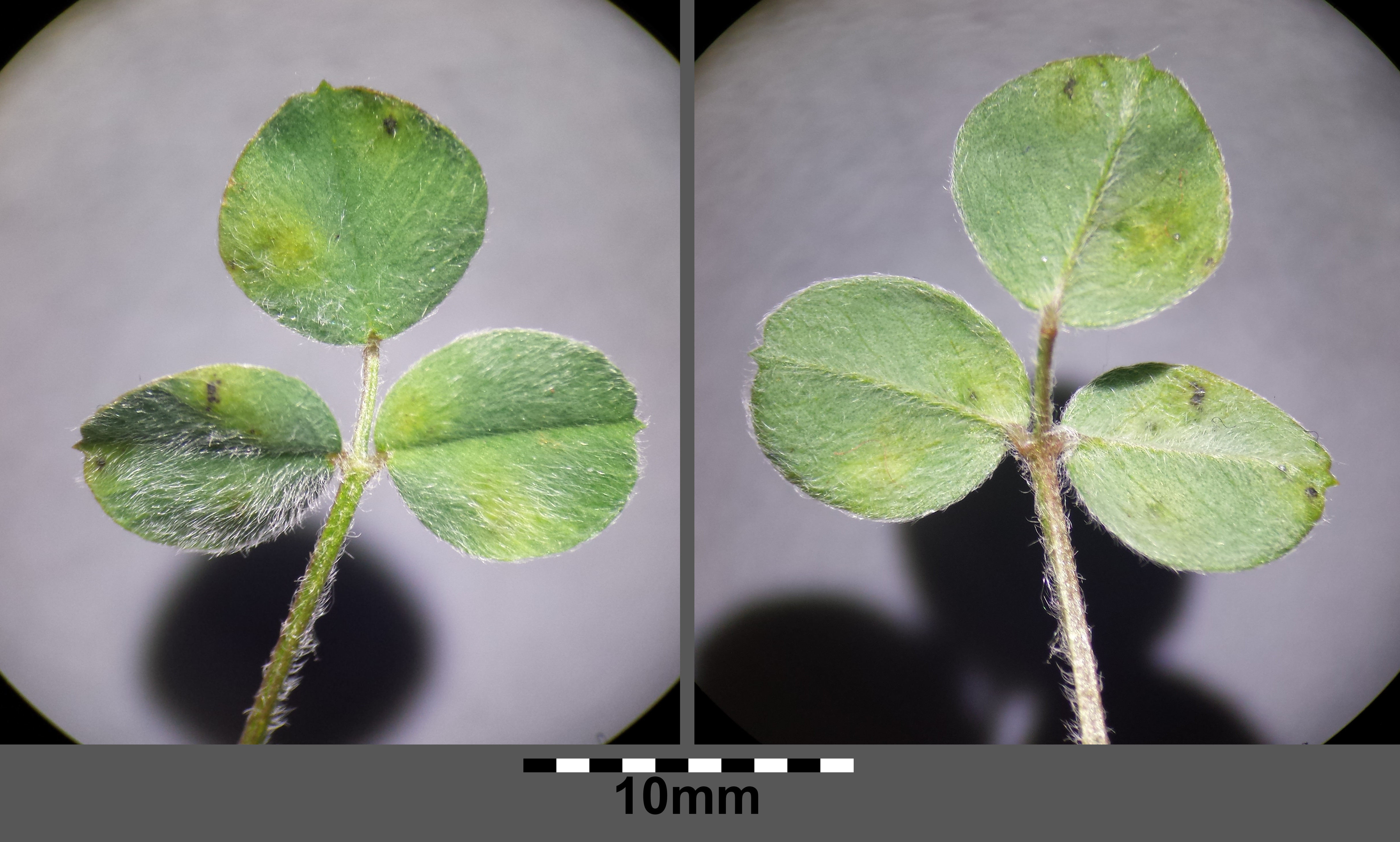
Trefingrade blad Till vänster ovansida; till höger undersida
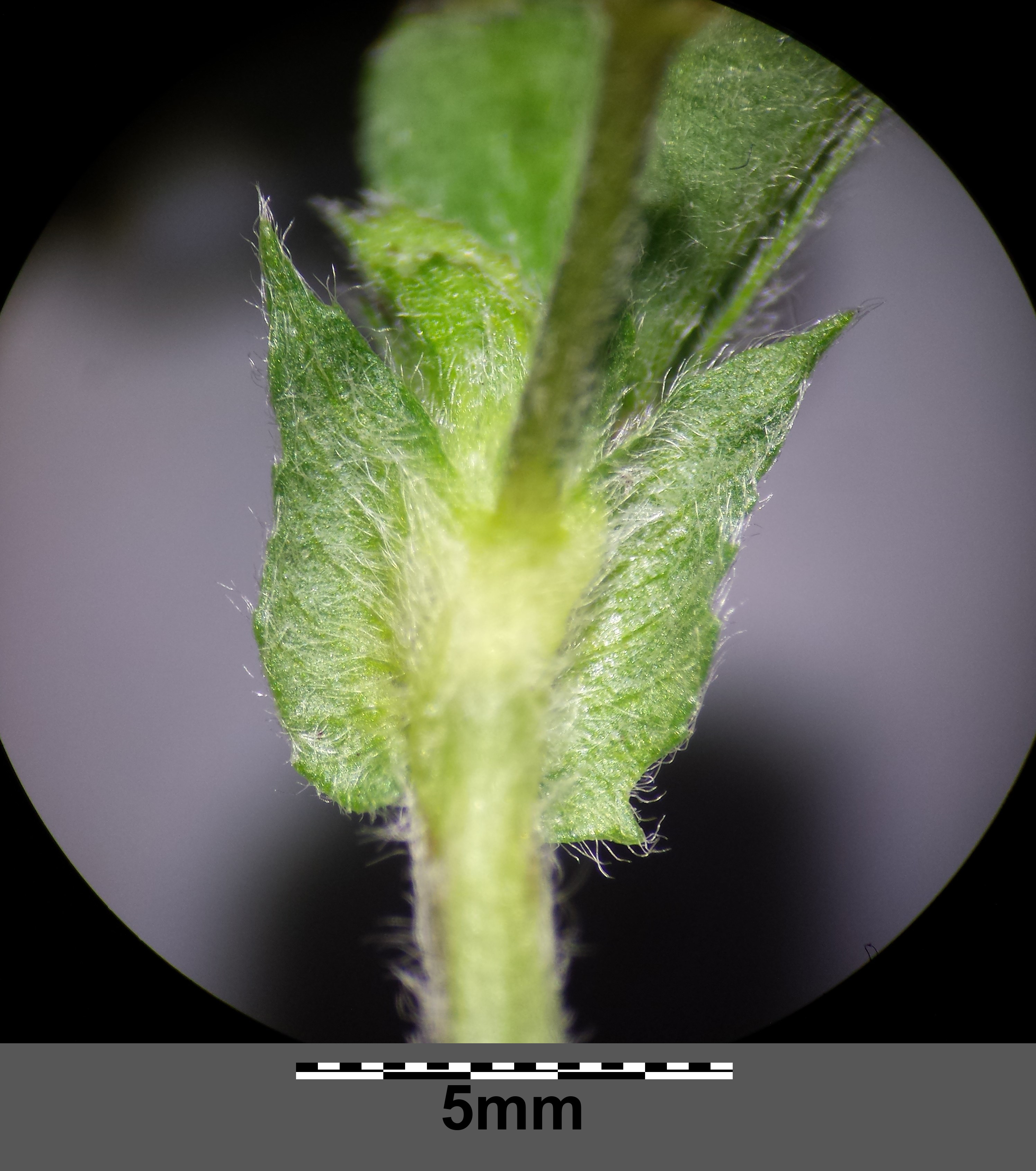
Stipler Stiplerna är oflikade, vilket skiljer sandlusern från liknande arter, där stiplerna är mer eller mindre djupt flikade
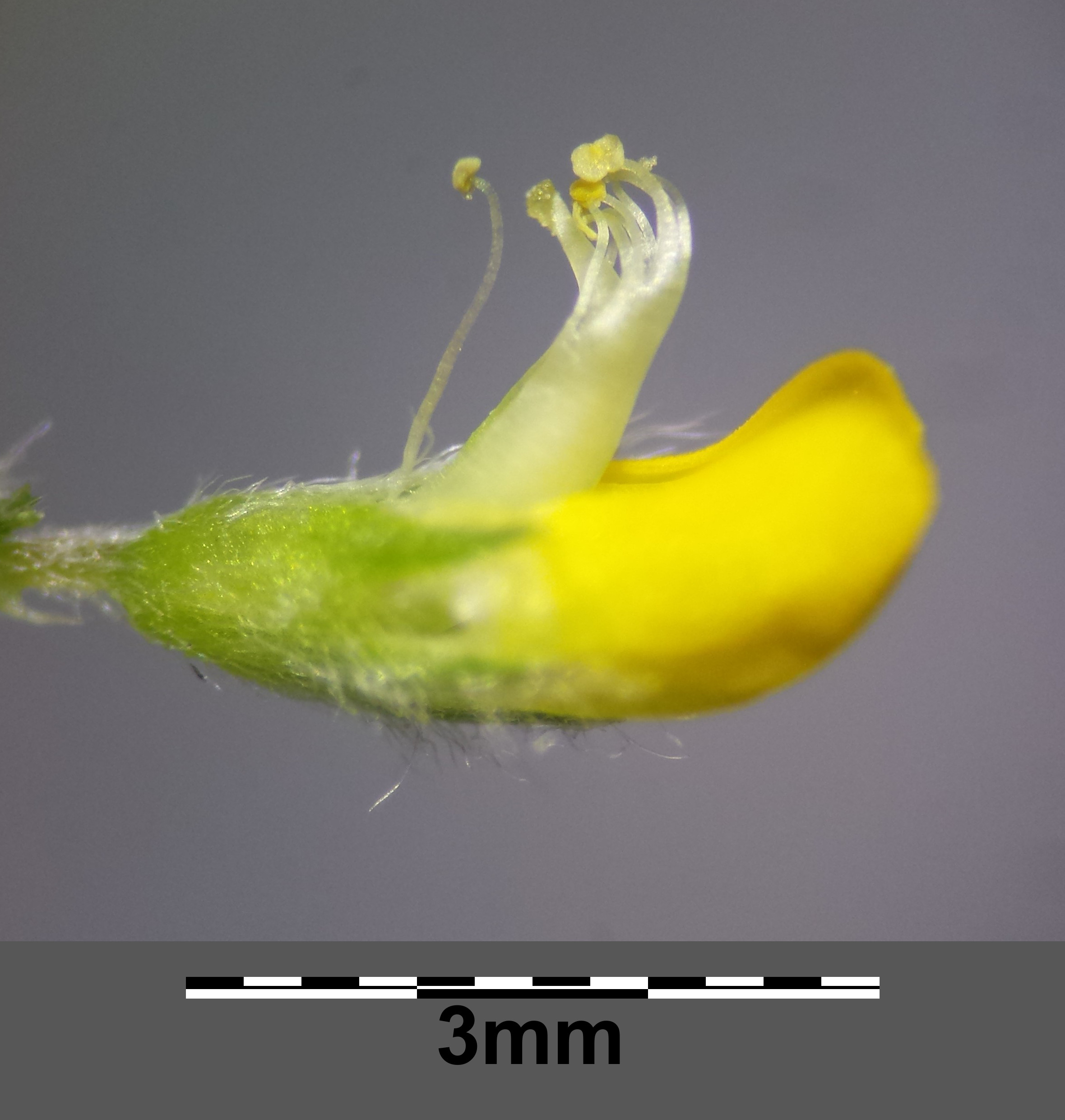
Klasens toppblomma
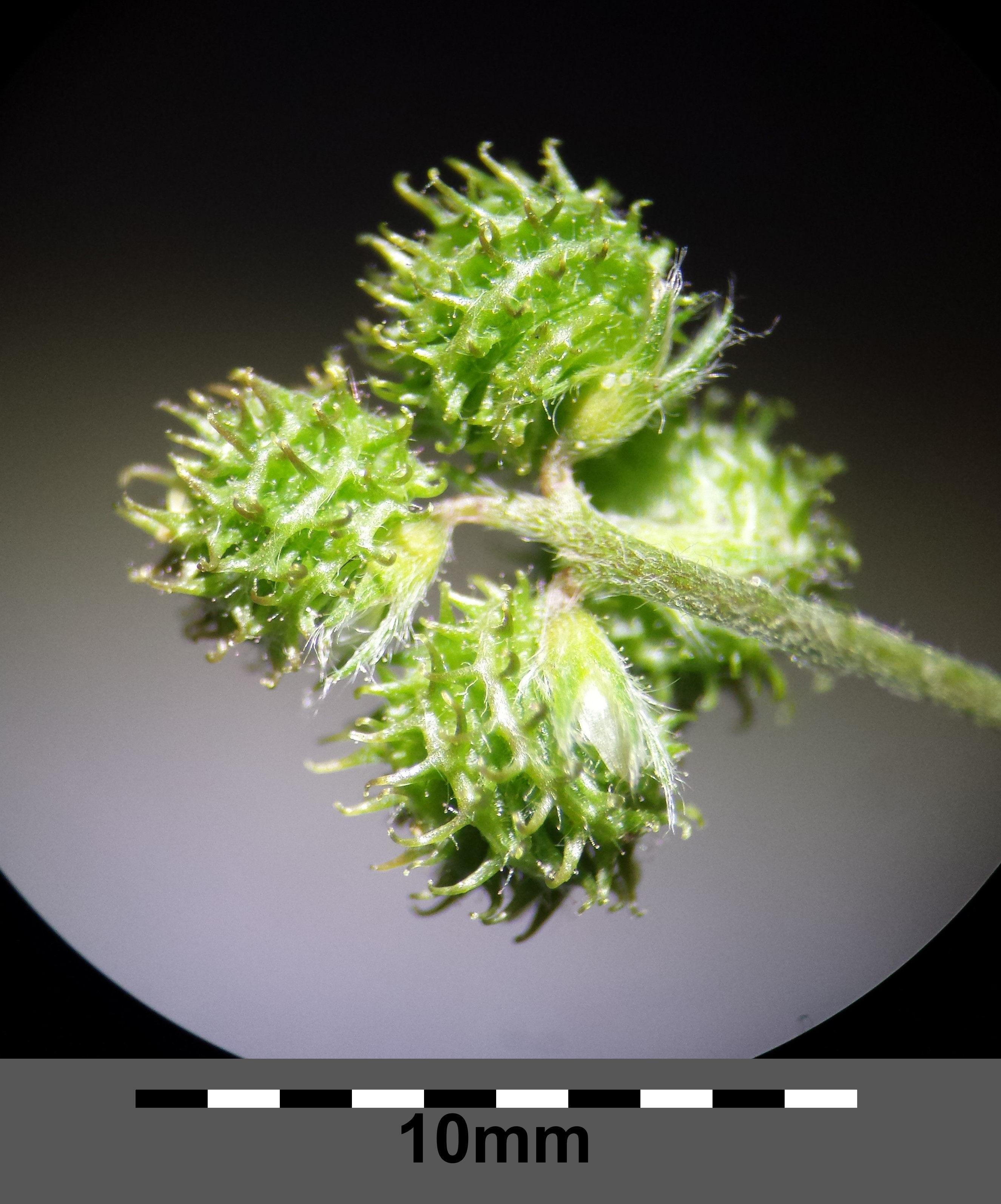
Frukter i klase Vridningen i flera varv syns tydligt
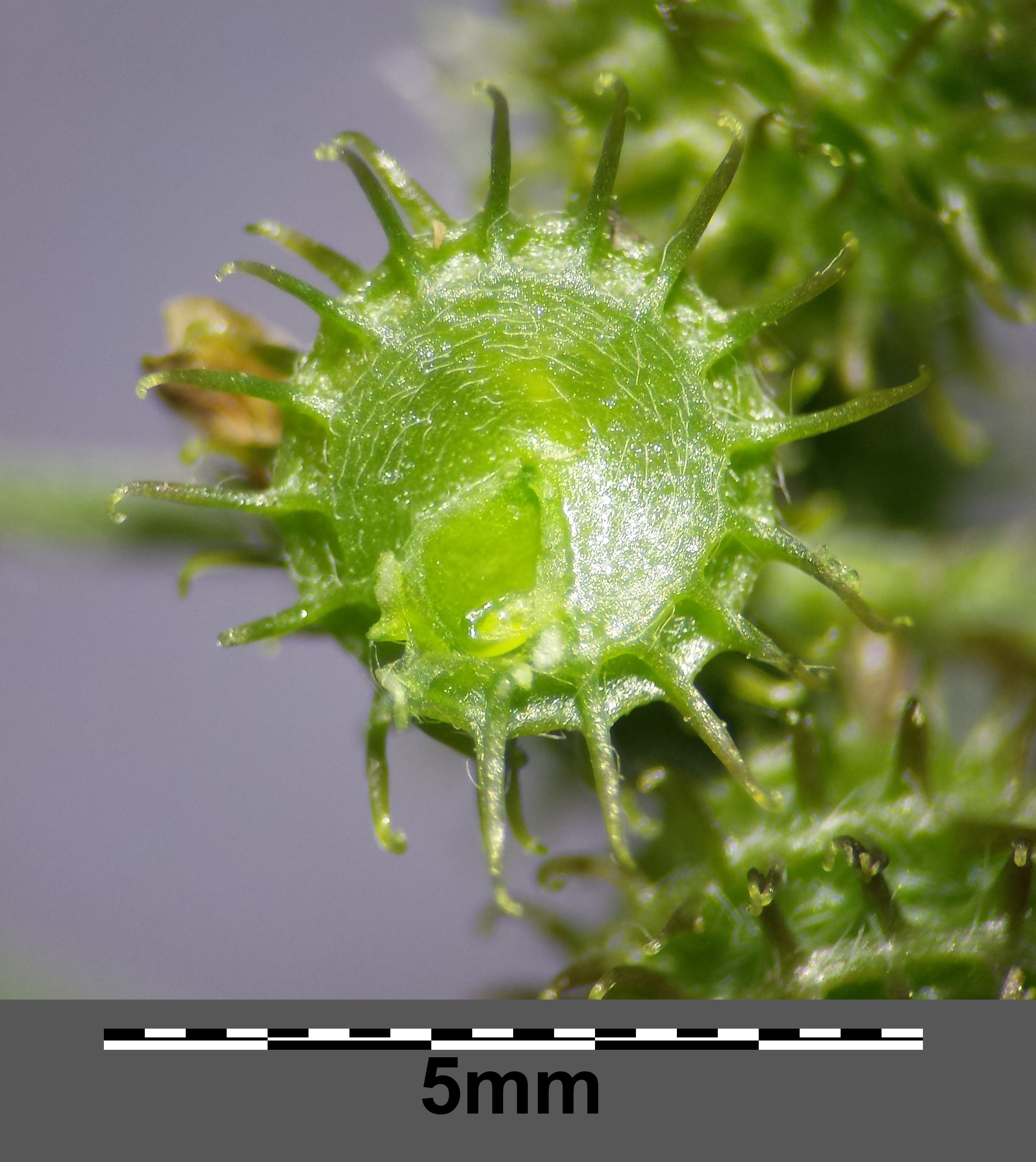
Helt öppnad frökapsel Den i omoget tillstånd snäckformigt vridna kapseln har snurrat upp sig
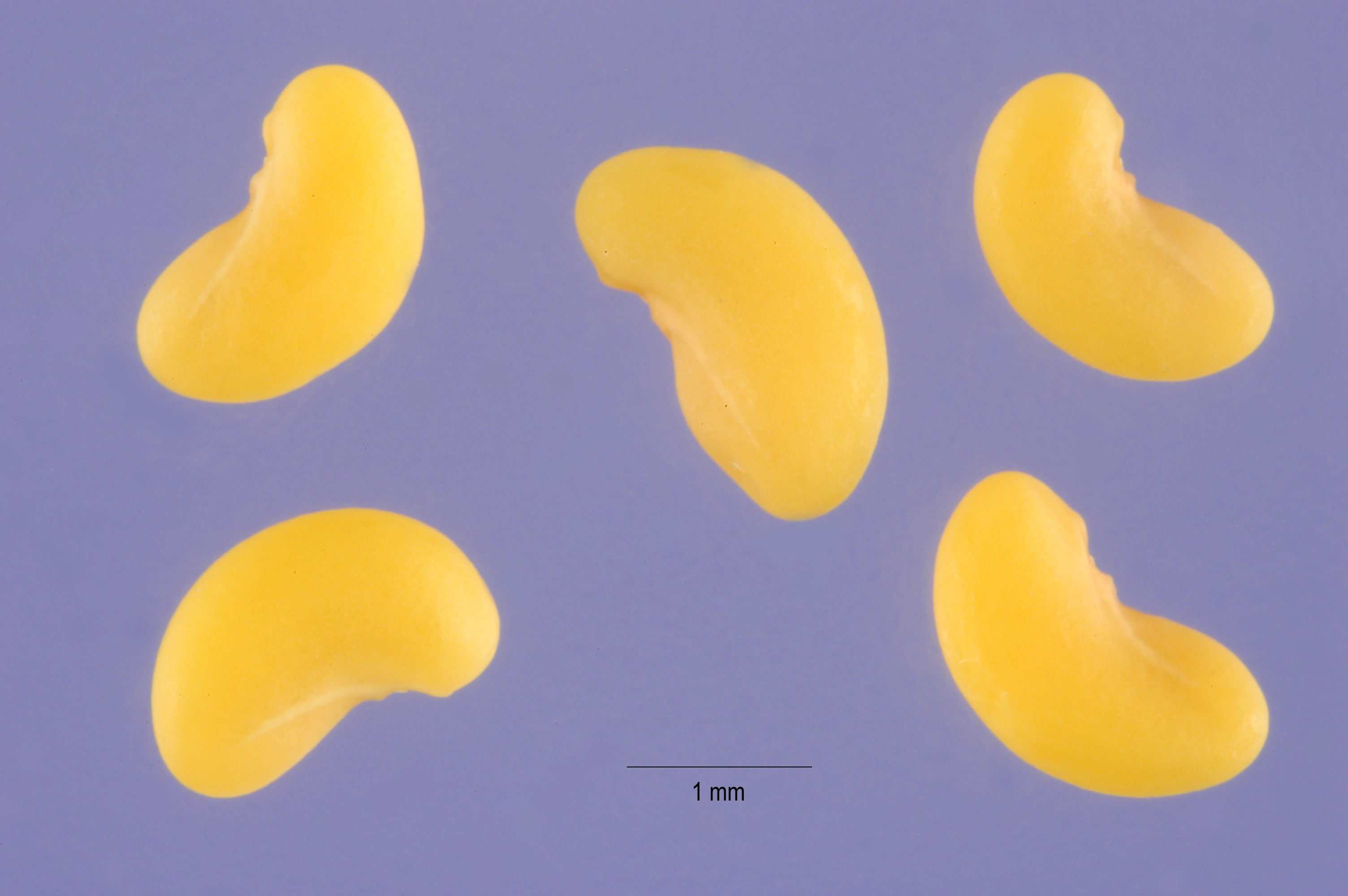
Frön Lägg märke till skalan längst ned, i mitten